# ウェルキンゲトリクス

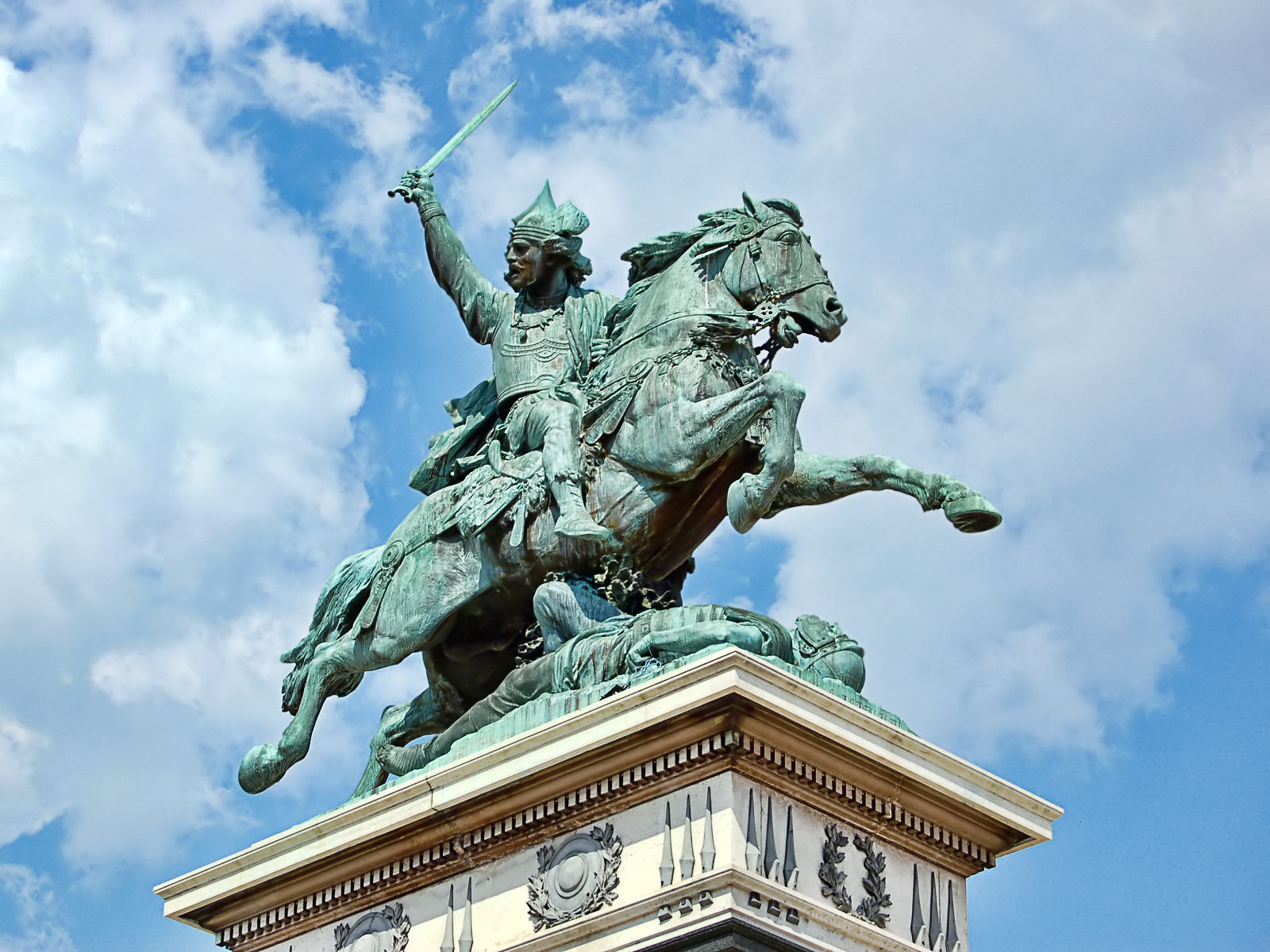
ウェルキンゲトリクスの像（フレデリク・バルトルディ作、クレルモン＝フェラン、中央広場）

ウェルキンゲトリクス（Vercingétorix 、紀元前72年 - 紀元前46年）は、ガリア（現在のフランス）に住むケルト人（ガリア人）の一部族であるアルウェルニ族の出身で、古代ローマのガリア侵略に対して抵抗した人物である。フランス最初の英雄と称される。ヴェルキンゲトリクス、ヴェルチンジェトリクス、ヴェルサンジェトリクス（フランス語読み仮名転写）とも表記される。

## 生涯

"Vercingétorix jette ses armes aux pieds de César"（1899年フランス人画家リオネル・ロワイエ作。ル・ピュイ＝アン＝ヴレ、クロザティエ博物館［cf.fr］所蔵）
アレシアの戦いにて、カエサル（赤いトガをまとう人物）の軍門に下り、勝利者の足元に武器を投げ捨ててみせるウェルキンゲトリクス（馬上の人）。

父のケルティルがローマと戦うためガリア諸部族（ガリア人［ガリアのケルト人］諸部族）をまとめ上げた後に暗殺されている 。
その後20歳前後で族長となり、ガイウス・ユリウス・カエサルのガリア戦争において、それまで統率の執れていなかったガリア諸部族（ガリア人［ガリアのケルト人］諸部族）をまとめ上げて対ローマ統一部隊を組織すると、ガリア各地でゲリラ戦やローマ軍の兵站線の寸断、焦土作戦などを展開し、ローマ軍を苦しめた。アウァリクム包囲戦でアウァリクムを陥落させられたが、ゲルゴウィアで反撃、ローマ軍に勝利した（ゲルゴウィアの戦い）。
しかし、最終的にはガリアの都市アレシア（現在のディジョンに近い地域）に追い詰められ、ローマ軍に包囲された。突破作戦を決行するも失敗し、部下達の保全を条件についに降伏、投降した（アレシアの戦い）。その後、ウェルキンゲトリクスはローマへと送られ、6年間トゥッリアヌムに投獄され、紀元前46年にカエサルが挙行した凱旋式で引き回された。同じく捕虜として引き回されたクレオパトラの妹アルシノエやヌミディア王ユバの幼い王子には凱旋式を観覧していた群衆からの同情が寄せられ最終的に助命されているが、ウェルキンゲトリクスは絞首刑に処されている。

## フランス最初の英雄
近代に至ってもウェルキンゲトリクスはフランス最初の英雄、ガリア解放の英雄とされ、かつてアレシアの町があった現在のアリーズ・サント・レーヌ村にはナポレオン3世の命によって銅像が建てられた。また、フランス人彫刻家フレデリク・バルトルディ作のウェルキンゲトリクスの像が、クレルモン＝フェランの中央広場に建てられた。そのほか、サン＝ジェルマン＝アン＝レーには彫刻家エメ・ミレー作の像が建てられている。
最近では、1959年に始まったフランス発でヨーロッパとその旧植民地全体へ広がった人気漫画『アステリックス』シリーズにはウェルキンゲトリクスの姿が投影されている。

## ギャラリー

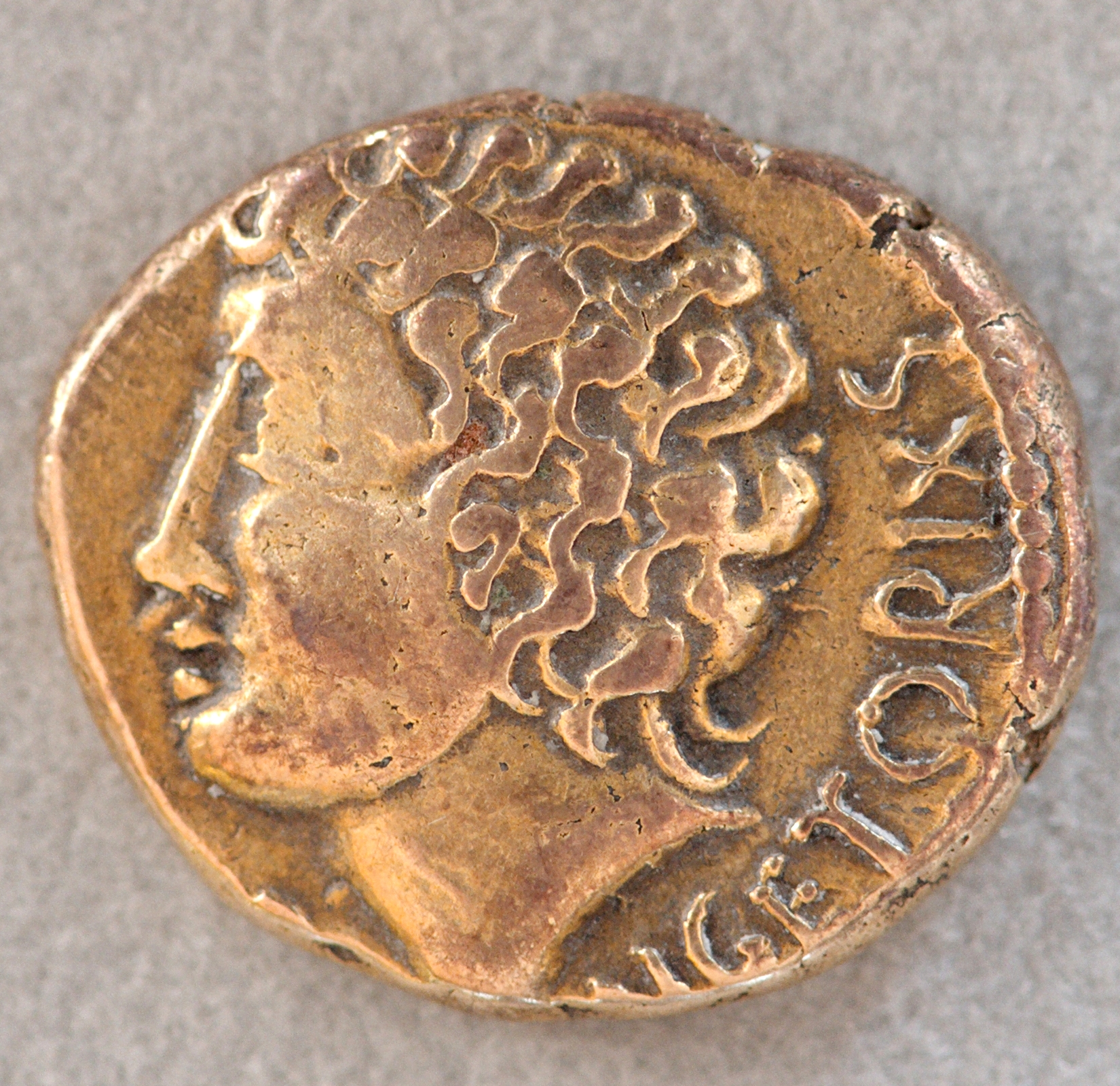
"(VERCIN)GETORIXS" の名と横顔が浮き彫りにされたスタテル金貨（パリ、キャビネ・デ・メダイユ（英語版）所蔵）。
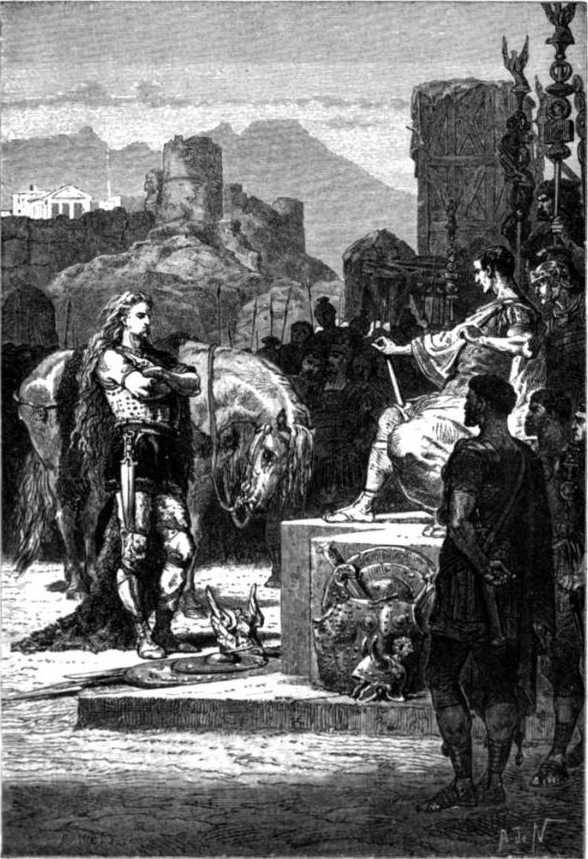
カエサルに降伏するウェルキンゲトリクス（アルフォンス・マリー・ドゥ・ヌーヴィル画、フランソワ・ピエール・ギヨーム・ギゾーの著書の挿絵）。
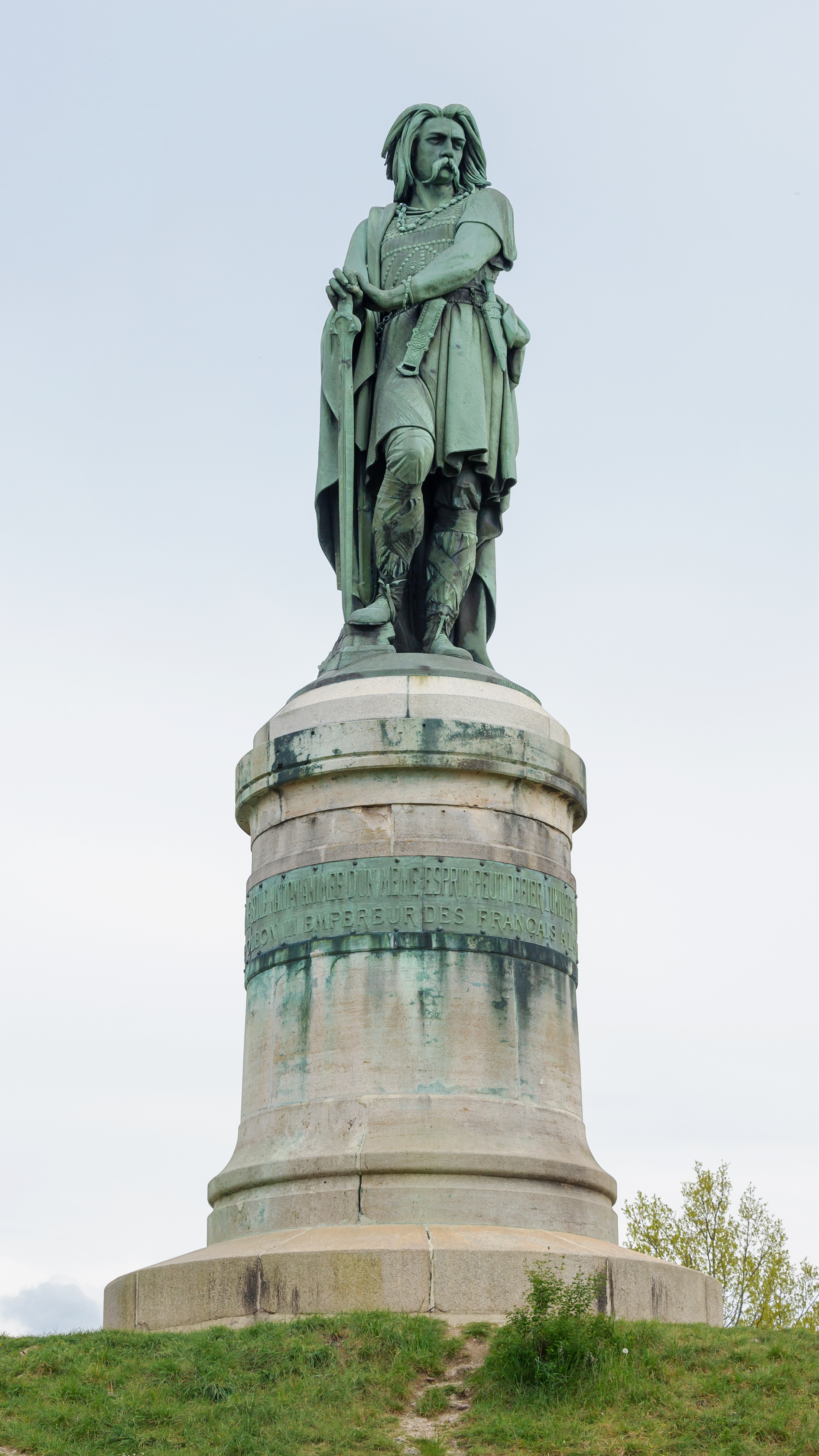
かつての主戦場であるアレシアの野に建つ、ウェルキンゲトリクスの像（アリーズ・サント・レーヌ（英語版））（エメ・ミレー作）。
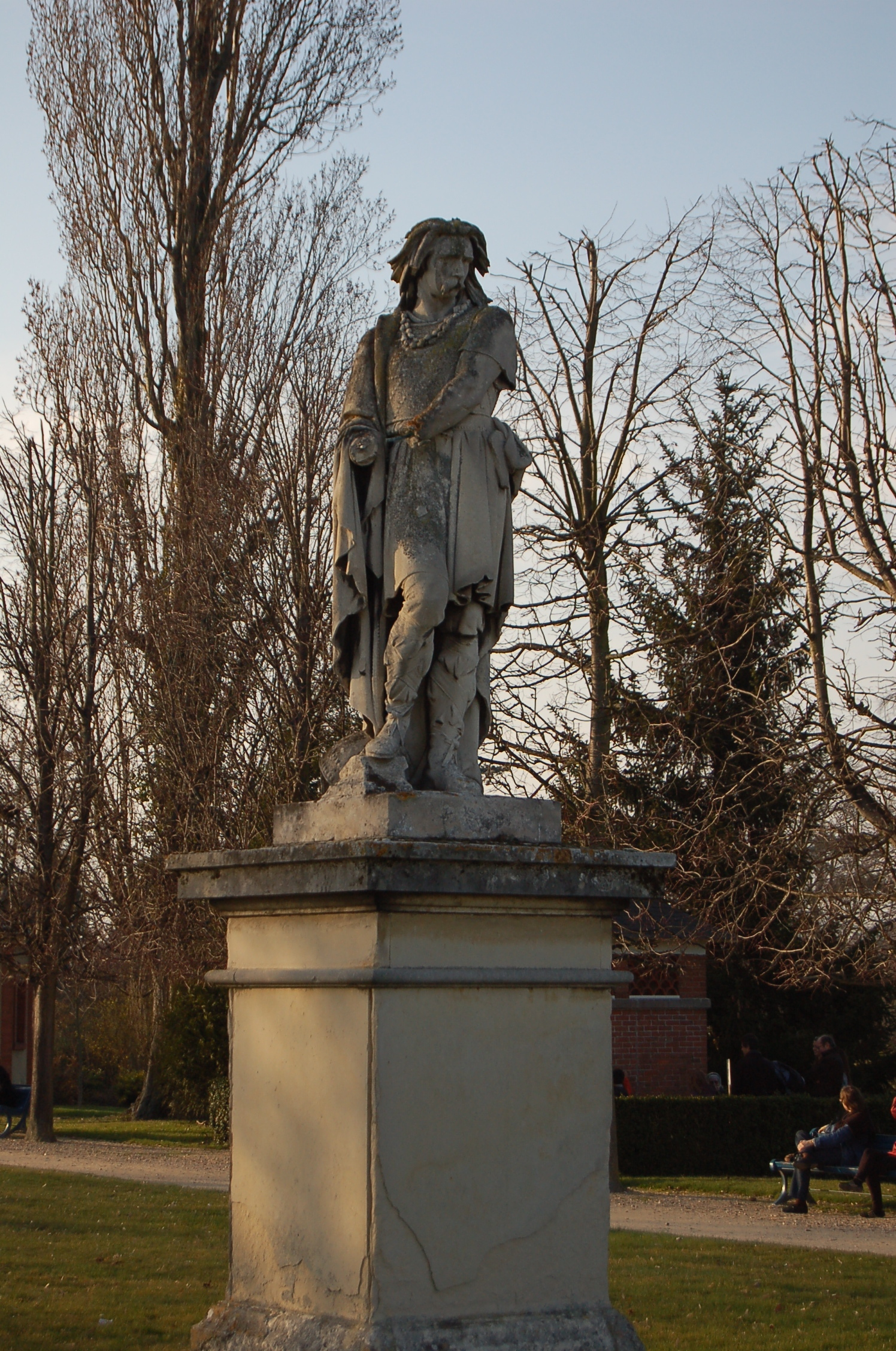
サン＝ジェルマン＝アン＝レーに建つ、ウェルキンゲトリクスの像（エメ・ミレー作）。
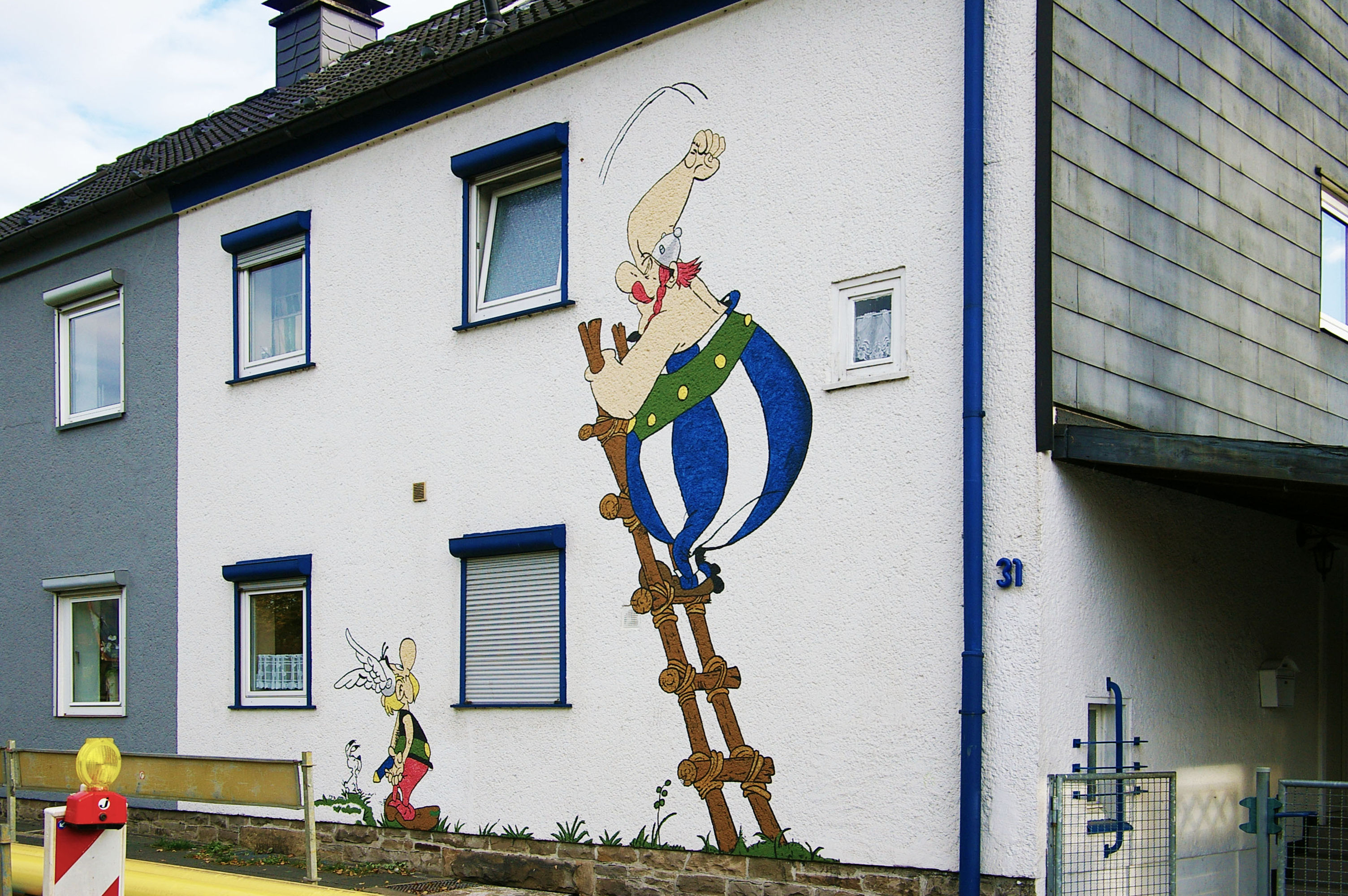
『アステリックス』（Astérix、1959年 -）はウェルキンゲトリクスを題材にしたフランスの漫画である。